# Sofie Sörman
Sofie Sörman est une chanteuse de jazz suédoise.

## Biographie

### Jeunesse
Sofie Sörman nait en 1977 à Stockholm.  Elle est très tôt sensibilisée au jazz par ses parents qui en jouent et en écoutent beaucoup. En effet, elle est la fille d’un jazzman et d’une adepte de chants traditionnels et populaires. Sa demi-sœur, Amanda Ginsburg, est également une chanteuse de jazz reconnue en Suède.
La jeunesse de Sofie Sörman est bercée par les vinyles de Billie Holiday, Louis Armstrong, Sarah Vaughan, Nancy Wilson ou encore Miles Davis. La famille se rend également aux festivals de Jazz et Sofie Sörman voit Betty Carter en concert à 7 ans.
Au lycée, elle commence le conservatoire à Stockholm et découvre un jazz plus moderne. A cette même période, elle chante dans un groupe pop avec lequel elle enregistre quelques disques pendant deux ans. Elle quitte cette formation pour se consacrer au jazz.
En 2000, Sofie Sörman s’installe en France et entre au Centre d'Informations Musicales (CIM) de Paris, une école consacrée au jazz et aux musiques actuelles. En 2010 et 2011, elle sort deux albums autoproduits Hidden Space et Defrost conçu avec le pianiste Franco Piccinno.

### Carrière
C’est en 2014 que sort son album RIPPLES, chez Absilone. Sur cette œuvre autobiographique, Sofie Sörman a composé neuf des onze titres de l’album. Elle est accompagnée du trio du claviériste Armel Dupas avec Joan Eche-Puig à la contrebasse et Karl Jannuska à la batterie. L’album est majoritairement anglophone à l’exception du titre Etoile Moyenne qui est en français et Dagen Viker en suédois (traduction d’une ballade danoise). RIPPLES rencontre un certain succès et est classé CD de la semaine par FIP.
Son second album non auto-produit, VINDARNA, sort en 2018. Sofie Sörman s’entoure une seconde fois du trio d’Armel Dupas et chante cette fois en suédois, sa langue natale,. Chacune des chansons parlent de son peuple, de son rapport à la forêt, au bonheur fragile ou encore la mélancolie. « Vindarna » signifie « le vent ». Les paroles du morceau Vals till Sia ont été écrites par Sofie  Sörman pour sa fille âgée alors de quelques mois. La chanteuse explique que c’est sa naissance qui a activé son désir de chanter dans sa langue maternelle.

## Discographie
- 2010 : Hidden Space
- 2011 : Defrost
- 2014 : Ripples
- 2018 : Vindarna
- 2021 : Featherweight - Sofie Sörman Sings the Music of Karl Jannuska